# Herminia lignea
Herminia lignea är en fjärilsart som beskrevs av Butler 1879. Herminia lignea ingår i släktet Herminia och familjen nattflyn. Inga underarter finns listade i Catalogue of Life.